# 滾滾遼河
《滾滾遼河》，紀剛所著的長篇小說，被譽為四大抗戰小說之一。

## 歷程
- 1946年，紀剛初寫《葬故人》，將在東北從事地下抗日工作的經驗揉合愛情故事寫成中篇小說，發表於《東北公論》；但因時局動盪，未能完成。
- 1956年，紀剛開始寫《愚狂曲》，以情感故事為主體，東北抗日工作為陪襯；但「由於構想的結局太悲慘」，只寫了十萬字就停筆。
- 1965年，紀剛重新開始寫《覺覺團的故事》，經過刪改，成為後來的《滾滾遼河》。
- 1969年，《滾滾遼河》完成，8月起在《中央日報》副刊連載。
- 1970年，《滾滾遼河》由純文學出版社出版。
- 1977年，中國電視公司播映《滾滾遼河》連續劇版（共12集，播映時間：1977年5月16日至1977年5月28日）。
- 1995年，《滾滾遼河》由吉林延邊人民出版社以《葬故人——鮮血上漂來一群人》為題在中國大陸印行簡體中文版，但觸及反共的內容悉數刪除。
- 1997年，純文學出版社結束營業，《滾滾遼河》改由三民書局出版。

## 內容概要
生命寫史血寫詩，革命誤我我誤卿。

## 外部連結
- 紀剛與滾滾遼河 （页面存档备份，存于）—國立清華大學圖書館